# Konstantin Valkov
Konstantin Anatoljevič Valkov (rusky Константин Анатольевич Вальков, * 11. listopadu 1971, Kamensk-Uralskij, Sverdlovská oblast, RSFSR, SSSR) sloužil v ruském vojenském letectvu jako pilot, v letech 1997–2012 byl ruským kosmonautem, členem oddílu CPK. Do vesmíru se nevypravil, od roku 2012 je instruktorem Střediska přípravy kosmonautů (CPK).

## Život

### Mládí
Konstantin Anatoljevič Valkov pochází z města Kamensk-Uralskij. Po absolvování místní střední školy se přihlásil na Charkovskou vysokou vojenskou leteckou školu (Харьковское высшее военное авиационное училище летчиков), roku 1993 v souvislosti s rozpadem Sovětského svazu přešel na Barnaulskou vysokou vojenskou leteckou školu (Барнаульское высшее военное авиационное училище летчиков им. К.А.Вершинина) a o rok později ji s úspěchem dokončil. Poté sloužil v letectvu, létal na Su-24 v 67. bombardovacím pluku 149. bombardovací divize 76. letecké armády v Leningradské oblasti.

### Kosmonaut
Roku 1997 se přihlásil k kosmonautickému výcviku, prošel lékařskými prohlídkami a 28. července 1997 byl Státní meziresortní komisí doporučen k zařazení do oddílu kosmonautů CPK. Do oddílu byl začleněn na pozici kandidáta na kosmonauta až 26. prosince 1997. Absolvoval dvouletou všeobecnou kosmickou přípravu a 1. prosince 1999 získal kvalifikaci zkušební kosmonaut.
Od listopadu 2000 do července 2001 a znova od září 2004 byl představitelem Střediska přípravy kosmonautů (CPK) v Johnsonovu vesmírném středisku NASA v Houstonu.
V lednu 2010 byl podle neoficiálních informací jmenován členem záložní posádky Expedice 29/30 na Mezinárodní vesmírnou stanici (ISS) startující v září 2011 a hlavní posádky Expedice 31/32 s plánovaným startem v březnu 2012, v červenci 2010 jmenování potvrdila NASA. Na jaře 2011 byl z posádky odstraněn (kvůli překročení váhového limitu) a nahrazen Sergejem Revinem.
V červnu 2012 byl uvolněn z ozbrojených sil i oddílu kosmonautů. Zůstal ve Středisku přípravy kosmonautů jako vyučující.
Konstantin Valkov je ženatý, manželka je psycholožka, má dceru.